# Discussion 66
Discussion 66 (auch als Buzz-Session oder Philipps 66) ist eine Variante des Brainstorming bei der sehr viele Teilnehmer einbezogen werden. Die Zahl 66 ergibt sich aus der Gruppengröße (6 Personen) und dem Zeitraum für das Brainstorming (6 Minuten).

## Grundgedanke der Methode
In der Discussion 66 wird eine Brainstorming-Sitzung mit sehr vielen Teilnehmern durchgeführt, so dass eine Aufteilung in Kleingruppen erforderlich ist. Die Teilnehmer werden daher in Sechser-Gruppen eingeteilt. Jede dieser Kleingruppen führt ein kurzes, sechsminütiges Brainstorming durch. Die Teilnehmer aus der Kleingruppe wählen ihre besten Ideen aus und präsentieren diese im Plenum.
Die Angabe der Gruppengröße sowie die Zeitangabe stellen nur Richtwerte dar. So ist eine „Discussion 89“ beispielsweise, also Gruppen mit 8 Teilnehmern, welche ein neunminütiges Brainstorming durchführen, beruht auf demselben Prinzip, welches der Methode Discussion 66 zugrunde liegt und ist genauso denkbar.

## Einsatzbedingungen
Der Einsatz eines Moderators oder Diskussionsleiters ist erforderlich, um den Ablauf zu organisieren. Die in den Kleingruppen erarbeiteten Ideen werden im Plenum vorgestellt – dabei sind koordinierende und moderierende Tätigkeiten eines Diskussionsleiters notwendig.
Die Räumlichkeiten sollten eine Einteilung der Gruppe in Teilgruppen ermöglichen. Die Einteilung in Untergruppen sollte nach sinnvollen Kriterien erfolgen, damit unnötige Spannungen vermieden werden. Vor einer Gruppenbildung nach Sympathie ist eine Einteilung nach dem Zufallsprinzip vorzuziehen.

## Vor- und Nachteile der Methode
Durch den zeitlich festgelegten Ablauf dieser Technik kann es zu einer starken Aktivierung der Teilnehmer kommen, da es ein Anreiz sein kann, in der festgesetzten Zeit möglichst viele Ideen zu produzieren. Die Wettbewerbssituation zwischen den Untergruppen kann zusätzlich ein Ansporn sein, die meisten oder besten Ideen zu sammeln.
Diese Technik empfiehlt sich bei einer Teilnehmerzahl von 20 Personen und mehr. Der Vorteil liegt in dem großen Ideenspektrum, das in kurzer Zeit herausgearbeitet werden kann.
Ein Nachteil dieser Methode besteht darin, dass die Problemstellung nicht vertiefend behandelt werden kann. Dieser Nachteil verringert sich, wenn mehrere Runden der Discussion 66 durchgeführt werden. Der als aktivierend empfundene Zeitdruck kann sich auch als nachteilig erweisen – dieses hängt stark von den Teilnehmern ab.